# ويسما بوترا
ويسما بوترا هو مسمى لوزارة الخارجية الماليزية، واسم مجمع وزارة الخارجية الذي تبلغ تكلفته 170 مليون رينغيت ماليزي والذي يقع في العاصمة الإدارية للبلاد، بوتراجايا. تم إطلاق اسم ويسما بوترا على المبنى الأصلي لوزارة الخارجية في شارع ويسما بوترا في كوالالمبور في عام 1966.
أُطلق اسم بوترا على الوزارة تكريماً لأب استقلال ماليزيا، تونكو عبد الرحمن بوترا الحاج، حيث كانت الوزارة تقع في موقع المقر الرسمي لرئيس وزراء اتحاد مالايا. في الأول من فبراير/شباط 2001، أعلن رئيس الوزراء مهاتير محمد رسمياً أن مدينة بوتراجايا هي الإقليم الفيدرالي الثالث لماليزيا، وانتقلت الوزارة بأكملها إلى بوتراجايا في 17 سبتمبر/أيلول 2001.
عندما انتقلت الوزارة في النهاية إلى مجمع أكبر في بوتراجايا، حملت اسم ويسما بوترا إلى بوتراجايا. وزير الخارجية الحالي هو محمد حسن، ومكتبه في ويسما بوترا.